# Wonfurt
Wonfurt är en kommun och ort i Landkreis Haßberge i Regierungsbezirk Unterfranken i förbundslandet Bayern i Tyskland.
Kommunen ingår i kommunalförbundet Theres tillsammans med kommunerna Gädheim och Theres.